# Magdalenské prádelny

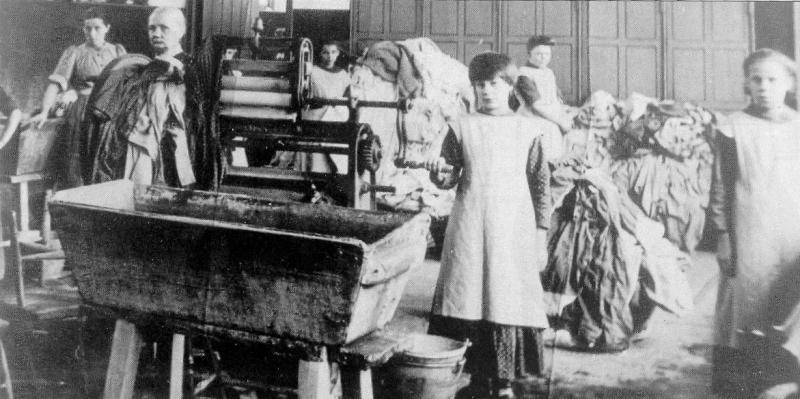
Magdaleniny prádelny v Irsku počátkem 20. století

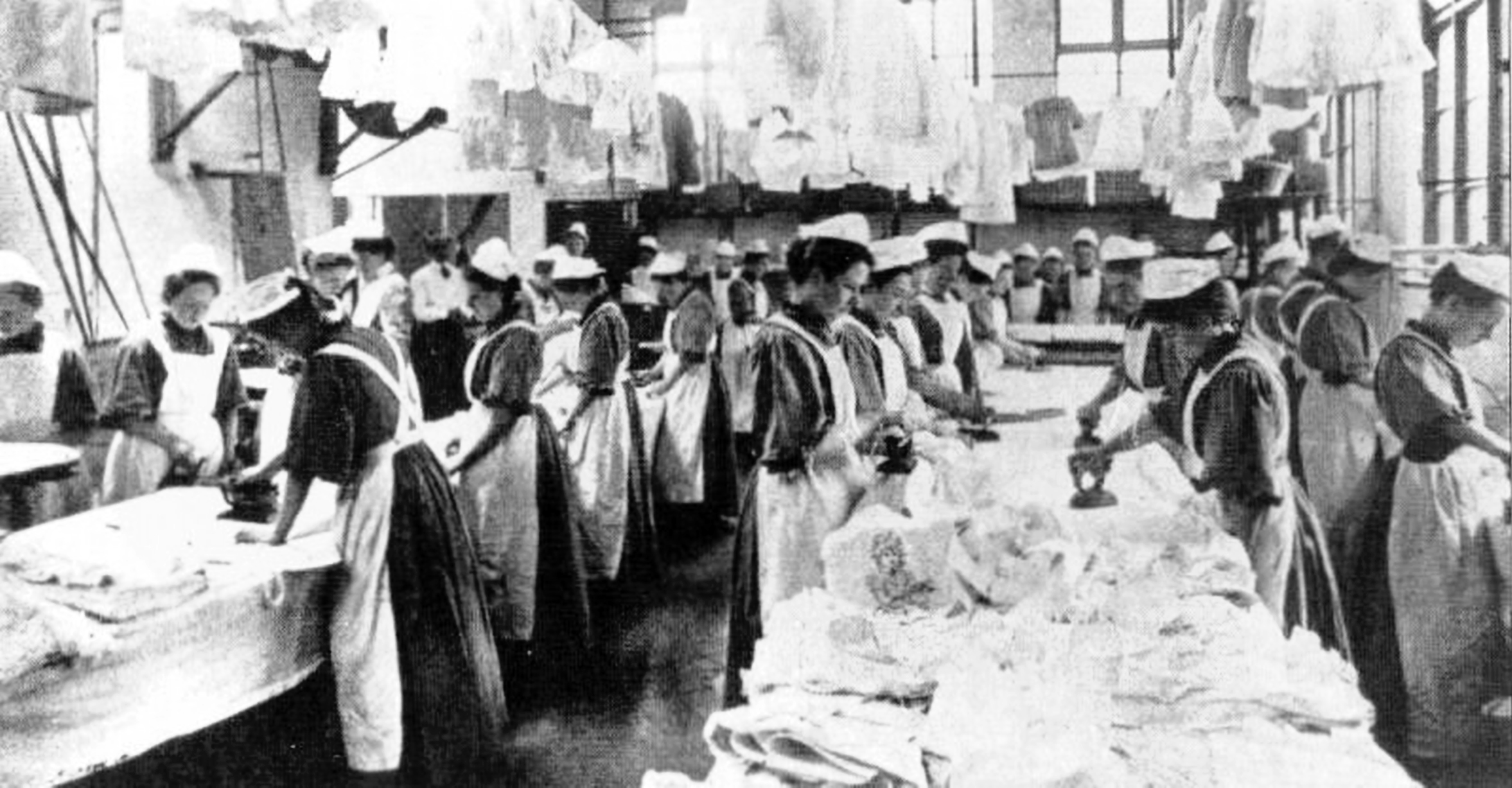
Prádelna v Anglii, počátek 20. století

Magdalenské prádelny nebo také azylové domy byly domovy pro „padlé ženy“, založené v 19. století ve Spojeném království a Irsku. Nejčastěji byly provozovány římskokatolickými kongregacemi. Odhaduje se, že během 150leté historie těchto institucí do nich bylo na neplacenou a tvrdou práci posláno více než 30 000 žen, většinou proti jejich vůli. Poslední Magdalenina prádelna byla v Irsku uzavřena 25. září 1996.
V únoru 2013 irský premiér Enda Kenny vyjádřil lítost nad minulostí žen, které v Magdalenských prádelnách trpěly násilím a zneužíváním. Tyto instituce podle něj reprezentují „kruté a nekompromisní časy Irska“.

## Dějiny
Magdalenské útulky vznikly ze záchranného hnutí ve Spojeném království a Irsku, jehož cílem byla rehabilitace žen, které pracovaly jako prostitutky. V Irsku se tyto instituce jmenovaly podle Máří Magdaleny, biblické postavy, která byla podle starší katolické tradice považována za prostitutku, nicméně litovala svých činů a stala se jednou z Ježíšových nejbližších následovnic.
Azylové domy provozovaly např. kongregace Sester milosrdenství (Sisters of Mercy), Sester Panny Marie Milosrdné (Order of Our Lady of Charity) nebo Sester Dobrého pastýře (Sisters of the Good Shepherd).
Záznamy útulků ukazují, že v počátcích historie Magdalenského hnutí do nich mnoho žen vstoupilo a zase je opustilo z vlastní vůle, někdy i opakovaně. Jak se Magdalenské hnutí stále více odklánělo od původní myšlenky záchranného hnutí, které chtělo dostat prostitutky z ulic, útulky získaly vězeňský charakter.
Kromě prostitutek se do útulků začaly dostávat svobodné matky, zneužívané dívky nebo takové, které byly považovány za jakkoli problémové, a to někdy na žádost vlastní rodiny. Většina žen strávila nucenou prací v prádelně průměrně jeden rok, některé však zůstaly uvězněné v útulku do konce života.
Osmnáct měsíců strávila v dublinské prádelně zpěvačka Sinéad O'Connor, která sem byla ve věku 15 let umístěna za záškoláctví a krádeže. Drastická zkušenost z útulku byla jednou z příčin jejích otevřeně protikatolických postojů.

## Odhalení
Skutečné poměry v azylových domech byly málo známé až do roku 1993, kdy sestry Panny Marie Milosrdné (ODNC) prodaly po neúspěšných burzovních operacích svůj klášterní pozemek v Dublinu. Obsahoval však masový hrob, v němž byly pozůstatky 133 chovanek. O náklady na likvidaci hrobu se podělily sestry s developerem, takže exhumaci nebylo možné utajit. Později bylo nalezeno ještě dalších neevidovaných 22 těl.

## Ohlas v umění

### Hudba
- Písničkářka Joni Mitchell je autorkou písně The Magdalene Laundries, která vyšla roku 1994 na albu Turbulent Indigo.[5]

### Film
- Ve filmu zobrazil život v Magdalenských prádelnách irský dokumentární film Steva Humphriese, Sex in a Cold Climate (1998).
- Příběhy žen vystupujících v Humphriesovu dokumentu se inspiroval skotský režisér a herec Peter Mullan, který napsal a režíroval snímek Padlé ženy (The Magdalene Sisters, 2002).
- V roce 2002 natočila Aisling Walsh televizní film Hříšnice (Sinners, 2002).
- V roce 2024 byl uveden film Small Things Like These podle stejnojmenné knihy Claire Keegan s Cilianem Murphym v hlavní roli.[8]

### Videohry
- Sága her Evil Nun byla vytvořena jako "Vzpomínka na oběti Magdalenských prádelen", jak tvůrce Keplerians píše v závěrečných titulcích hry Evil Nun: The Broken Mask.